# Гімбатов Магомед Асадалійович
Магомед Асадалійович Гімбатов (рос. Магомед Асадалиевич Гимбатов; 11 листопада 1990, с. Гоготль, СРСР) — російський хокеїст, правий нападник. Виступає за «Титан» (Клин) у Вищій хокейній лізі.
Вихованець хокейної школи СКА (Санкт-Петербург). Виступав за «Металург» (Новокузнецьк), СКА (Санкт-Петербург), СКА-1946 (Санкт-Петербург), «Витязь» (Чехов), «Російські Витязі» (Чехов), «Молот-Прикам'я» (Перм), «Локо» (Ярославль), «Локомотив» (Ярославль). 
У складі молодіжної збірної Росії учасник чемпіонату світу 2010.
Брат: Пахрудін Гімбатов.